# Burton snowboards
Burton Snowboards — частная компания по производству сноубордов, основанная Джейком Бертоном Карпентером в 1977 году. Компания специализируется на продукции, предназначенной для сноубордистов, такой как сноуборды, крепления, ботинки, верхняя одежда и оснастка. Компания, флагманский магазин которой находится в г. Берлингтон, штат Вермонт, находится в частной собственности Джейка Бертона Карпентера (также известного как Джейк Бертон) до его смерти в 2019 году и его жены Донны Карпентер, которая ведет активную деятельность с 1983 года.

## История
Burton Snowboards была основана Джейком Бертоном в 1977 году. Его соучредитель Дмитрий Милович был серфером с Восточного побережья и основателем сноубордической компании Winterstick. На производство сноубордов их вдохновило производство снурфера, который был изобретен в 1965 году Шерманом Поппеном. В 1977 году Бертон переехал в г. Лондондерри, штат Вермонт, где он вручную сделал первый сноуборд в своем гараже. Поскольку Бертон не мог позволить себе подходящее оборудование, он нанес на прототип полиуретан, надев маску для подводного плавания. В 1978 году компания переехала в г. Манчестер, штат Вермонт. В первые годы в компании было всего четыре-пять рабочих, которые занимались формовкой, продажей и ремонтом сноубордов.
Джейк Бертон проводил кампанию за то, чтобы местные горнолыжные курорты открыли свои подъемники для сноубордистов. По некоторым данным в 1982 году горнолыжная зона Suicide Six в г. Помфрет, штат Вермонт, была первой горой, которая позволила кататься сноубордистам, за ней последовали Stratton Mountain, а затем Jay Peak и Stowe. Когда на курортах начали принимать сноубордистов на подъемниках, это сделала и публика; и компания Burton стала одним из основных поставщиков для сноубордистов.
В 1982 году компания Burton продавала свою продукцию на Национальном чемпионате по сноуборду, проходившем в Suicide Six. В 1985 году Национальный чемпионат по сноуборду переехал в Stratton Mountain и стал Открытым чемпионатом США по сноуборду, которым владела и управляла компания Burton. Это соревнование помогло узаконить данный вид спорта.
В 1985 году Бертон основал европейское подразделение компании Burton Snowboards в г. Инсбрук, Австрия. В 1986 году началась дистрибуция в Новой Зеландии. В 1992 году фабрика Burton переехала в г. Берлингтон, штат Вермонт. В 1994 году компания Burton открыла свое японское подразделение в Урава-Си. В 2004 году в Берлингтоне работало 400 сотрудников, а во всем мире — 1000 человек.
В 2008 году поступило несколько жалоб, когда компания Burton выпустила сноуборды с изображениями членовредительства и кроликов Playboy. В результате модель Burton Love была снята с производства в линейке 2012 года и заменена на Mr. Nice Guy.
По состоянию на 2009 год компания Burton владела десятью компаниями, которые продавали сноуборды, верхнюю одежду и обувь: Gravis, Anon, Analog, Forum, Special Blend, Foursquare, Jeenyus и, совсем недавно, Channel Islands. В 2008 году Бертон начал производить доски для серфинга в Вермонте.
В течение многих лет Бертон и его жена Донна Гастон Карпентер, на которой он женился в 1983 году, устраивали Fall Bash, чтобы способствовать доброжелательности среди сотрудников и друзей компании. В 2009 году Fall Bash стал предметом споров, после того как компания попыталась подвергнуть прессу цензуре по этому поводу.
В 2010 году Бертон объявил, что компания Burton Snowboards прекращает производство в Вермонте и переносит производство в Австрию. По словам Джейка Бертона: «Проще говоря, производство доски в Вермонте обходится нам значительно дороже, чем мы можем продать, и, к сожалению, это не является показателем устойчивости в нынешних экономических условиях». Совсем недавно компания переместила часть своего производства сноубордов в Китай.
В декабре 2011 года Бертон назначил свою жену Донну Карпентер президентом компании. В 2013 году Донна Карпентер подсчитала, что у компании было от 40 до 45 % рынка сноубординга, который составил 236 миллионов долларов. По её словам рынок США составляет 35 % бизнеса компании, Европа — 30 %, а остальное — Япония и Канада.
В мае 2014 года Бертон назначил Майка Риса генеральным директором, оставаясь при этом основателем и председателем совета директоров. В декабре 2015 года Бертон назначил Донну Карпентер генеральным директором (Майк Рис ушел, чтобы быть ближе к семье), а Джона Лейси — президентом.
В 2016 году в связи с 40-летним юбилеем компании главный креативный директор компании Burton Грег Дакишин заявил, что хотел бы сохранить как спортивный аспект, так и аспект образа жизни бренда на долгие годы.
Джейк Бертон Карпентер умер в своем доме 20 ноября 2019 года из-за рецидива тестикулярного рака.

## Технология
Первым сноубордом компании Burton был BB1 — узкая доска, состоящая из одинарных ремней крепления с веревкой и ручкой, прикрепленной к носу.
Компания начала использовать одноканальную систему крепления-установки на своих моделях 2008 года. В 2009 году эта система была установлена на других трассах для сноуборда. Система крепления была создана с той системой, которая была разработана, чтобы дать сноубордисту больше контроля и больше ощущений от доски. Эта система крепления, получившая название EST® (Extra Sensory Technology), снижает вес за счет установки крепления на доске с боковых сторон крепления, а не с середины, избавляясь от средней опорной плиты. Крепление можно регулировать вперед и назад в соответствии с конкретными предпочтениями пользователя.

## Обзор компании
Завод Burton в 2009 году включал двухкресельный подъемник, первоначально использовавшийся на курорте,  между уличными фонарями.
Компания Burton в настоящее время является вторым по величине производителем сноубордов в США; и её продукция продается по всему миру в более чем 4348 магазинах, 1536 из которых находятся в Соединенных Штатах. В 2003 году компания Burton разрешила нескольким онлайн-компаниям продавать продукты компании Burton через Интернет. В течение многих лет продукция компании Burton была доступна только в местных магазинах; но компания чувствовала, что присутствие в Интернете позволит покупателям иметь альтернативный способ покупки продукции компании Burton, вместо того чтобы обращаться к другому бренду.
Помимо продажи продукции компании Burton, магазины Burton продают несколько суббрендов, ориентированных на конкретные рыночные ниши. Эти суббренды включают Anon Optics (очки и очки для сноуборда), RED (шлемы и бронежилеты), Analog (верхняя одежда) и Gravis (обувь, ныне несуществующая). В 2005 году Four Star Distribution продала компании Burton четыре своих бренда сноубордов: Forum Snowboarding, Jeenyus, Foursquare и Special Blend. Компания Burton также владеет дистрибьюторской компанией для серфинга.
Линия компании Burton делится на четыре категории: фрирайд для больших горных прогулок; фристайл для универсального катания; парк для таких дисциплин фристайла, как хафпайп и слоупстайл; и карвинг для карвинга по склонам гор. Каждая из этих категорий имеет разные уровни технических характеристик и цены. В 2009 году линия товаров компании Burton включала 61 сноуборд в мужских, женских и молодёжных моделях. Цены на доски колеблются от 300 до 1500 долларов.
В феврале 2008 года Burton приобрела DNA Distribution, в которую входят бренды скейтбордов от компаний Alien Workshop, Habitat Skateboards и Reflex.
В 2008 году производство оборудования для сноубордов выросло до 487 миллионов долларов. На долю компании Burton приходилось от 40 до 70 % этих продаж, в зависимости от категории. Средний возраст сотрудников 30 лет.

## Маркетинг и продвижение
Компания Burton Snowboards спонсирует профессиональных сноубордистов и мероприятия, для того чтобы вызвать интерес у сноубордистов. В профессиональную команду по сноуборду, спонсируемую компанией Burton, входят Тэйлор Голд, Шон Уайт, Джереми Джонс, Кацухиро Кокубо, Терье Хааконсен, Эллери Холлингсворс, Келли Кларк, Ханна Тетер и Кевин Пирс. Компания Burton избегает полного спонсорства с брендами, аффилированными с Burton. Например, Николас Мюллер катается на креплениях/досках Burton с ботинками/верхней одеждой Nike. Компания Burton подверглась критике из-за своего выбора в отношении членов команды, такого как увольнение Дэвида Кэрриера Поршерона и других сноубордистов в 2008 году.
Компания Burton спонсировала создание природных парков из камней, пней и бревен. Эти парки, известные как «The Stash», можно найти в парке Northstar, штат Калифорния; г. Траки, штат Калифорния; в долине Jackson Hole, штат Вайоминг; на горнолыжных курортах Killington Ski Resort, штат Вермонт; Аворья, Франция;  The Remarkables, Новая Зеландия и Роза-Хутор, Россия.
Компания Burton создала программу Chill в 1995 году, чтобы дать детям возможность научиться кататься на сноуборде. Chill работала вместе с городскими молодёжными программами, чтобы возить детей и подростков в местные горы, чтобы обучать их кататься на сноуборде в течение шести недель. Компания Burton Snowboards предоставляет все необходимое: снаряжение, билеты на подъемники и инструктаж. С момента своего основания Chill предоставила более 12 000 детям из малообеспеченных семей возможность научиться кататься на сноуборде. Из-за разногласий по поводу сомнительной графики на сноубордах в 2008 году и озабоченности по поводу его воздействия на молодежь местный бенефициар разорвал отношения с компанией Burton.
В 1998 году компания Burton создала программу Learn to Ride. Это была единственная сноубордическая компания, которая сосредоточилась на методах обучения и оборудовании для начинающих. Её цель состояла в том, чтобы дать начинающим сноубордистам наилучшие первые впечатления от катания на сноуборде, чтобы они продолжали кататься на сноуборде. Компания Burton объединилась с Американской ассоциацией инструкторов по сноуборду, Канадской ассоциацией инструкторов по сноуборду и крупнейшими курортами по всему миру.
В декабре 2016 года Бертон запустила стихийный магазин на Ньюбери-стрит в Бостоне.